# Muscle long palmaire
Le muscle long palmaire (ou muscle petit palmaire) est un long muscle grêle de l'avant-bras. Il est situé dans le plan superficiel de la loge antebrachiale antérieure. 

## Description

### Origine
Le muscle long palmaire prend son origine sur la face antérieure de l'épicondyle médial de l'humérus par l'intermédiaire du tendon commun des fléchisseurs, ainsi que sur le fascia antébrachial et sur les cloisons qui le séparent des muscles fléchisseurs radiaux et ulnaire du carpe.

### Muscle inconstant
Ce muscle inconstant peut ne pas être présent chez 15% à 25% des individus, et certains peuvent ne l'avoir que d'un seul côté. Son absence est significativement plus élevée chez les hommes mais le caractère unilatéral ou bilatéral de l’absence de ce muscle n’est pas conditionné par le sexe

## Trajet

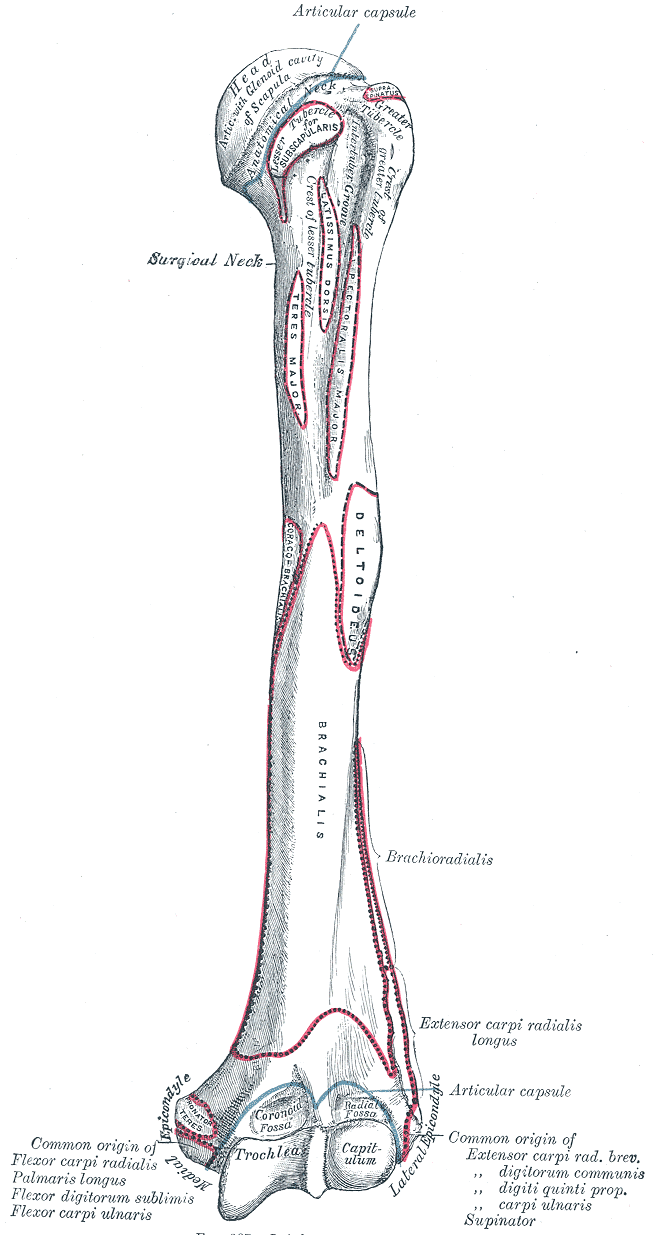
Insertion humérale du muscle long palmaire (palmaris longus)

Le muscle long palmaire chemine entre le muscle fléchisseur ulnaire du carpe médialement et le muscle fléchisseur radial du carpe latéralement.

## Terminaison
Le muscle long palmaire se termine par un tendon qui s'insère sur la face palmaire du rétinaculum des fléchisseurs et envoie des fibres à l'aponévrose palmaire.

## Innervation
Le muscle long palmaire est innervé par le nerf du muscle long palmaire du nerf médian.

## Action
Le muscle long palmaire est fléchisseur de la main sur l'avant-bras.

## Aspect clinique
Le muscle long palmaire sert souvent en transplant en chirurgie réparatrice tendineuse.